# Chess in Friendship
Chess in Friendship (CiF) ist ein Fernschachverein mit Anhängern aus der ganzen Welt. 

## Geschichte
Die Vereinigung CiF wurde im März 1983 gegründet. Zurzeit hat sie etwa 540 Mitglieder aus 53 Ländern; bis auf die Antarktis sind alle Kontinente vertreten.
Das Grundziel der Vereinigung war und ist, den Spaß am Fernschachspiel mit der persönlichen Freundschaft zwischen den Mitgliedern der Vereinigung weltweit zu verbinden. Die CiF-Mitglieder sollen Mitglieder einer großen Familie von Freunden sein, daher darf es bei CiF keine Diskriminierung wegen Rasse, Hautfarbe, Geschlecht, Nationalität, Religion, Weltanschauung oder aus anderen Gründen geben.
CiF spielt Schach per Postkarte, E-Mail und über einen Schachserver.